# Silence (musique)
Pour les articles homonymes, voir Silence (homonymie).
En musique, un silence est un moment pendant lequel n'est émis aucun son, il correspond à une pause dans l'exécution du morceau.

## Durée du silence
Comme pour les notes de musique, chaque durée de silence a son symbole :
| Silence                   | Note équivalente |
| ------------------------- | ---------------- |
| bâton de pause            | carrée           |
| pause                     | ronde            |
| demi-pause                | blanche          |
| soupir                    | noire            |
| demi-soupir               | croche           |
| quart de soupir           | double croche    |
| huitième de soupir        | triple croche    |
| seizième de soupir        | quadruple croche |
| trente-deuxième de soupir | quintuple croche |

Les soupirs, pauses et demi-pauses peuvent être utilisées sur toutes les partitions (soliste, ensemble, orchestre) et font partie de la ligne mélodique, alors que le tacet est plutôt réservé aux partitions d'ensemble et d'orchestre, et indique le nombre de mesures pendant lesquelles un instrument (ou un pupitre) ne joue pas avec le reste de l'ensemble.

## Soupir

Le soupir.

Le soupir est un silence ayant la même durée que la noire.
Le soupir est parfois représenté sous une autre forme : la forme du demi-soupir, mais avec le crochet à droite.
En Unicode, le symbole est :
- U+1D13D 𝄽 symbole musical soupir (HTML : &#119101;)